# Metellinum
Metellinum  o Metallinum (també Colonia Metallinensis) fou una colònia romana de Lusitània que correspon a la moderna ciutat de Medellín. Fou probablement fundada per Metel que li va donar el seu nom.